# Rasmus Sjöstedt
Rasmus Stellan Sjöstedt, född 28 februari 1992, är en svensk fotbollsspelare (försvarare, defensiv mittfältare) som spelar för svenska Kalmar FF.

## Klubbkarriär
Sjöstedt är från Färjestaden på Öland och började som sexåring spela fotboll i Färjestadens GoIF. Som 15-åring började han spela för Kalmar FF, vars tipselitlag han provtränade för i ett halvår innan han tog klivet över helt. Han skrev som 18-åring på sitt första A-lagskontrakt med klubben.
Under säsongen 2012 fick Sjöstedt för första gången pröva på allsvenskt spel då han fick spela i 6 matcher, alla från start, omväxlande på mittbacks- och högerbacksposition. Debuten skedde 21 april i en 0–1-förlust mot Gefle IF.
Säsongen 2013 blev ganska snarlik för unge Sjöstedt. Spel i fem allsvenska matcher, alla från start. I januari 2014 stod det klart att Sjöstedt över hela säsongen skulle lånas ut till nyallsvenska klubben Falkenbergs FF. Efter säsongen stannade han i Falkenberg med vilka han skrev ett tvåårskontrakt.
I januari 2017 värvades Sjöstedt av cypriotiska Aris Limassol. Redan i juli samma år flyttade han dock vidare till israeliska Hapoel Haifa. I augusti 2019 värvades Sjöstedt av grekiska Panetolikos, där han skrev på ett tvåårskontrakt.
Efter att ha blivit kontraktslös i september 2020, efter en strulig säsong på grund av Coronapandemin, skrev Sjöstedt i oktober på ett kontrakt med klubben han debuterade i som senior – Kalmar FF. Kontraktet började dock gälla först i januari 2021 då transferfönstret i Sverige vid tillfället var stängt.

## Landslagskarriär
Sjöstedt har spelat en landskamp för Sveriges P15-landslag och även en för Sveriges U19-landslag.

### Webbkällor
- Rasmus Sjöstedt på Svenska Fotbollförbundets webbplats
- Rasmus Sjöstedt på Soccerway (engelska)